# 吉田良三
吉田 良三（よしだ りょうぞう、1878年（明治11年）1月10日 - 1944年（昭和19年）7月12日）は、日本の会計学者。東京商科大学（現一橋大学）名誉教授。近代簿記会計の開拓者として知られる。早稲田大学教授、東京商科大学教授、中央大学教授を歴任し、会計教育でも大きな影響力を持った。

## 人物・経歴
高知県高知市出身。旧姓・宇賀。海南中学校長の吉田数馬の書生となり、のち養子となる。1903年東京高等商業学校（現一橋大学）専攻部領事科卒、商学士。1935年「間接費の研究」で東京商科大学より商学博士の学位を取得。1902年から早稲田大学で講師として教え、1906年から早稲田大学教授を務める。1913年から欧米に留学し、コロンビア大学で原価計算のJ・リー・ニコルソンに師事するなどした。1918年、大学昇格を目指して科目増強を図っていた母校東京高等商業学校に教授として招かれ、原価計算を担当。1924年、原価計算を太田哲三に任せ、文部省在外研究員として再留学。当時はちょうど東京高商の大学昇格にあわせ拡充がなされていた時期で、多くの教員が留学に出ており、同僚の本間喜一、渡邉大輔、大塚金之助、金子鷹之助、井藤半彌、増地庸治郎や、神戸高等商業学校から留学していた八木助市、坂本彌三郎、石田文次郎、田中金司、五百籏頭眞治郎、北村五良、平井泰太郎、名古屋高等商業学校の宮田喜代蔵、赤松要らと、日本料理店や日本人クラブで研究会を開いたり将棋をしたりするなどして交流した。帰国後東京商科大学教授となり、1936年東京商科大学附属商学専門部主事事務取扱、東京商科大学附属商業教員養成所主事事務取扱。1938年定年退職、名誉教授、中央大学商学部長となった。近代簿記会計の開拓者で、複式簿記、原価計算の事実上の大成者。日本で初めて『会計学』という本を出すなど、会計教育でも大きな影響力を持った。弟子の畠中福一及び阿久津桂一は、助手着任後相次いで夭逝した。
1944年7月13日死去、享年67歳。

## 著作
- 『最新商業簿記学』同文館、1904年4月。 NCID BA77911999。全国書誌番号:40036223。
- 『最新銀行簿記』同文館、1906年6月。 NCID BA60215767。全国書誌番号:40036213。
- 『最新商業簿記』同文館、1907年4月。 NCID BA77911999。全国書誌番号:40036220。
- 『最新商業簿記例題』同文館、1908年1月。 NCID BA33616798。全国書誌番号:40036225。
- 『会計学』同文館、1910年10月。 NCID BN08428266。全国書誌番号:43045994。
- 『最新式 近世簿記精義』同文館、1914年6月。 NCID BN14460106。全国書誌番号:43019104。
- 『近世商業簿記』同文館、1914年9月。 NCID BA33562564。全国書誌番号:43019200。
- 『最新式 近世銀行簿記』同文館、1914年11月。 NCID BA33564253。全国書誌番号:43021995。
- 『工場会計』同文館、1917年4月。 NCID BA65730443。全国書誌番号:43022775。
- 『会計監査』同文館、1921年12月。 NCID BN11655969。全国書誌番号:43028020。
- 『工業簿記と原価計算』同文館、1928年12月。 NCID BN14639142。全国書誌番号:46087333。
- 『工業会計研究』森山書店、1930年9月。 NCID BN12992873。全国書誌番号:46087362。
- 『会計学の常識』千倉書房、1931年12月。 NCID BN16133530。全国書誌番号:。
- 『原価計算』東洋出版社〈会計学全集 第5巻〉、1934年11月。 NCID BN04945357。全国書誌番号:46083438。
- 『工業会計』千倉書房〈商学全集 第29巻〉、1935年4月。 NCID BN09554142。全国書誌番号:46093161 全国書誌番号:48012639。
- 『間接費の研究』森山書店、1936年7月。 NCID BN04856450。全国書誌番号:46048372 全国書誌番号:57006725。
- 『実践商業簿記』同文館、1936年10月。 NCID BB25398826。全国書誌番号:44001201。
- 『簿記概論』同文館、1942年10月。 NCID BN1535084X。全国書誌番号:46022063。
- 『会計監査総論』同文館、1942年10月。 NCID BN11657057。全国書誌番号:46022117。
- 『原価計算提要』三省堂、1944年7月。 NCID BN13145974。全国書誌番号:46022104。
- 『会計学講話』千倉書房、1947年3月。 NCID BA30496099。全国書誌番号:46022021。
- 『会計学入門』千倉書房、1953年8月。 NCID BA46260921。全国書誌番号:53006131。

### 論文
- 「企業ト原価計算」『経済学商業学国民経済雑誌』第28巻第2号、神戸高等商業学校、1920年2月、161-172頁、NAID 120002508897。
- 「監査役制度ノ改善ニ就テ」『経済学商業学国民経済雑誌』第29巻第5号、神戸高等商業学校、1920年11月、625-640頁、NAID 120002508899。
- 「ニコルソン及ローバァク共著原価計算論」『商学研究』第1巻第1号、同文館、1921年5月、302-312頁、doi:10.15057/7132、NAID 110007628256。
- 「減価問題考察」『商学研究』第1巻第2号、同文館、1921年10月、485-528頁、doi:10.15057/7127、NAID 110007628265。
- 「製品原価計算上間接費の配賦法を論ず」『商学研究』第2巻第1号、同文館、1922年5月、39-72頁、doi:10.15057/7100、NAID 110007628285。
- 「利子は原価の要素たりや」『商学研究』第6巻第2号、同文館、1926年12月、19-62頁、doi:10.15057/6973、NAID 110007628421。
- 「予算に依る事業の統制管理」『経営学論集』第1巻、日本経営学会、1927年3月、1-20頁、doi:10.24472/abjaba.1.0_1、NAID 130005878633。
- 「原価計算の基礎概念」『国民経済雑誌』第43巻第2号、神戸高等商業学校、1927年8月、179-195頁、doi:10.24546/00053994、NAID 120001642324。
- 「近代工業は何故不景気に敏感なりや」『商学研究』第7巻第2号、同文館、1928年1月、337-345頁、doi:10.15057/6928、NAID 110007628460。
- 「製造間接費の配賦尺度に就て」『東京商科大学研究年報 商学研究』第3巻、岩波書店、1934年11月、1-27頁、doi:10.15057/7168、NAID 110007628532。
- 「非常時局下に於ける軽工業のアイドル・コスト問題」『一橋論叢』第1巻第4号、岩波書店、1938年4月、478-486頁、doi:10.15057/5350、NAID 110007635549。

#### 博士論文
- 「間接費の研究」、東京商科大学、1935年6月24日、NAID 500000037720。

## 記念論集
- 日本会計学会編 編『原価及原価計算』森山書店〈吉田良三先生原口亮平先生還暦祝賀論文集 1〉、1940年7月。 NCID BN13163681。全国書誌番号:46075962。
- 日本会計学会編 編『工業会計』森山書店〈吉田良三先生原口亮平先生還暦祝賀論文集 2〉、1940年7月。 NCID BN05835842。全国書誌番号:46075997。